# Trident (Band)
Trident (Eigenschreibweise TRiDENT) ist eine im Jahr 2016 gegründete Rock- und Metal-Band aus dem japanischen Osaka.

## Geschichte
Gegründet wurde die Gruppe im Jahr 2016 von den Musikerinnen Asaka, Serina und Junna unter dem Namen Girls Rock Band Kakumei (ガールズロックバンド革命 Gāruzu Rokku Bando Kakumei). Unter diesem Namen erschienen bis 2020 das Debütalbum Don’t Stop sowie beiden Mini-Alben High Speed Magnum und Updraft sowie mehrere Singleveröffentlichungen.
Mit dem Ausstieg der Schlagzeugerin Junna Anfang des Jahres 2020 nahm die Band eine dreimonatige Auszeit und kehrte im Mai mit Nagisa als Schlagzeugerin unter dem Namen TRiDENT zurück. Ihr erstes Album unter dem neuen Namen erschien im März des 2021 und heißt Advance Generation. In dem Musikvideo zum Lied Brand New World, welches auf dem Album enthalten ist und zuvor als digitale Single veröffentlicht wurde, ist der japanische Schauspieler Eishin Hayashida zu sehen. Das Album stieg in den japanischen Musikcharts von Oricon auf dem 60. Platz ein und hielt sich eine Woche dort auf.
Im März und April 2021 spielte die Band mehrere Konzerte in Japan um ihr Album zu bewerben.

## Diskografie
- 2017: Don’t Stop (Album, als Girls Rock Band Kakumei)
- 2018: High Speed Magnum (Mini-Album, als Girls Rock Band Kakumei)
- 2019: Updraft (EP, als Girls Rock Band Kakumei)
- 2020: Continue (Single)
- 2020: Just Do It!! (Single)
- 2020: We Are the World (Single)
- 2021: Advance Generation (Album)
- 2021: Episode 0 – The Return of Us (DVD)
- 2022: D-X (Album)
- 2023: Dream Up (Album)
- 2024: Spice “X” (Album)